# Сачиково
Сачиково (мар. Сатсола) — деревня в Горномарийском районе Марий Эл Российской Федерации. Входит в состав Виловатовского сельского поселения.
Численность населения — 146 чел. (2010 год).

## География
Располагается в 1,5 км от административного центра сельского поселения — села Виловатово.

## История
Марийское название Сатсола происходит от имени первооснователя поселения. Впервые упоминается как выселок Сачнов из деревни Виноватый Враг в 1795 году.

## Население
| 2002 | 2010 |
| ---- | ---- |
| 156  | ↘146 |